# Il grande salto (romanzo)
Il grande salto (The Big Bounce) è un romanzo noir dello scrittore statunitense Elmore Leonard, pubblicato nel 1969.
È il primo romanzo di genere giallo / noir di Leonard, ed anche il primo che ha come protagonista il personaggio di Jack Ryan.

## Storia editoriale
Il romanzo è stato scritto nel 1965 in un periodo in cui Leonard, grazie al pagamento dei diritti del suo racconto Hombre, trasposto nell'omonimo film, aveva potuto dedicarsi in modo quasi esclusivo alla narrativa. Il titolo originale del romanzo era Mother, This Is Jack Ryan; la pubblicazione dell'opera fu sofferta e il libro raccolse 84 rifiuti da parte di editori e industrie cinematografiche; l'idea dell'agente di Leonard, infatti, era quella di tentare la vendita dei diritti cinematografici prima ancora della pubblicazione del libro. Dopo una revisione e il cambio del titolo, realizzati nel 1967, The Big Bounce è stato alla fine pubblicato nel 1969 e contemporaneamente adattato nell'omonimo film.
Il romanzo è il primo di genere non western scritto da Elmore Leonard; il protagonista dell'opera, Jack Ryan, riapparirà nel romanzo Lo sconosciuto n. 89 (Unknown Man No. 89, 1977); le sue caratteristiche ricorreranno nei protagonisti di molti altri romanzi dello scrittore, anche se i loro nomi saranno diversi poiché quello di "Jack Ryan" era legato a diritti già ceduti all'industria cinematografica.
In Italia il romanzo è stato pubblicato nel 2004.

## Trama
(Elmore Leonard, Il grande salto)
Jack C. Ryan, con un passato di piccoli furti e una carriera fallita quale giocatore di baseball, ha trovato lavoro nella raccolta di cetriolini nella zona di "The Thumbs", nel Michigan, nei campi gestiti dalla Ritchie Foods Inc. Dopo un acceso litigio con un caposquadra, viene licenziato; il pestaggio dell'uomo da parte di Jack viene ripreso per caso da una troupe cinematografica e il video, diffusosi, diviene virale. Nel frattempo Jack, con la complicità di due braccianti, Billy Ruiz e Frank Pizarro, si introduce in una villa impossessandosi di denaro e gioielli. Lo scarso bottino viene diviso e Jack decide di abbandonare il Michigan, tuttavia in un bar, conosce Walter Majestyk, il giudice di pace e proprietario di un resort sul lago, che, avendo visto il video del pestaggio, riconosce Jack  e lo assume come factotum. Fuori dal bar Jack viene avvicinato da Bob Rogers, il braccio destro del proprietario della Ritchie Foods Inc. che, contrariato dal fatto che Jack sia ancora in zona, lo minaccia. Bob è in compagnia della giovanissima e avvenente Nancy Hayes, l'amante e mantenuta del proprietario dell'azienda, Ray Ritchie.
Nancy è attirata dalle emozioni forti: aveva l'abitudine di circuire i padri dei bambini a cui faceva da baby sitter per poi denunciarli alle mogli, per il solo gusto di creare scompiglio. Altra sua abitudine è quella di sparare contro le auto e le case altrui con una pistola. Quando la giovane viene a sapere che Jack è stato in prigione per furto con scasso, lo avvicina e inizia a manipolarlo per convincerlo a aiutarla a rubare i 50000 dollari del salario dei braccianti che ogni mese Ray Ritchie deposita in un capanno il giorno prima della paga. Jack tergiversa, convinto che il piano sia destinato al fallimento e conscio che la ragazza lo stia manovrando; Nancy, infatti, ha in mente di raggirarlo, per scappare da sola con il bottino e tentare "il grande salto" nel mondo dello spettacolo a Hollywood. Jack è attratto dalla ragazza ma non abbastanza da cadere nell'inganno, tuttavia si lascia coinvolgere in azioni vandaliche e piccoli furti. Nel frattempo Frank Pizarro venuto a sapere della frequentazione dei due, avvicina Nancy e le estorce del denaro, minacciando di denunciare Jack per i furti compiuti. Quando Nancy capisce che Jack non l'aiuterà nel furto, preferendo invece rimanere a lavorare con Majestyk, orchestra la sua eliminazione: con un pretesto lo attira a casa sua per sparargli. Jack sfugge all'agguato presentandosi con molto ritardo all'appuntamento, essendosi fermato a vedere una partita di baseball alla TV con Majestyk. Invece di Jack, Nancy si accorge di aver ucciso Frank Pizarro che si era introdotto nella casa con cattive intenzioni.
Quando Jack arriva a casa di Nancy si accorge delle cattive intenzioni della ragazza che, tuttavia, tenta ancora di raggirare l'uomo, proponendo varie sconclusionate versioni da fornire alla polizia per giustificare la morte di Pizarro. La ragazza, inoltre, irrazionalmente vorrebbe ancora tentare il furto dei 50000 dollari e quando  riceve l'ennesimo rifiuto da parte di Jack, tenta inutilmente di ricattarlo, quindi, presa da incontenibile rabbia, inizia a distruggere il mobilio, rendendo sempre più difficile e complicata la versione da fornire alla polizia per giustificare l'uccisione di Pizarro. Jack non si scompone più di tanto e si accomoda davanti alla TV, guardando la fine della partita di baseball, aspettando l'arrivo della polizia.

## Personaggi
Jack C. RyanVagabondo, topo d'appartamento, ex giocatore di baseball.
Lou CamachoL'arrogante caposquadra della Ritchie Foods Inc., picchiato da Jack Ryan.
J. R. ColemanImpiegato della Ritchie Foods Inc.
Bob RogersIl braccio destro del proprietario della Ritchie Foods Inc.
Ray RitchieIl proprietario della Ritchie Foods Inc., quasi cinquantenne, di Detroit. Sposato, mantiene quale amante la giovanissima Nancy Hayes, già baby sitter della figlia.
Nancy HayesVentiduenne, dal carattere ribelle e dalle pulsioni incontrollabili. Dopo aver circuito Ray Ritchie e aver invano tentato di ricattarlo, minacciando di rivelare la relazione alla moglie, ed aver appreso che la coniuge dell'uomo era già a conoscenza dei suoi molti tradimenti, accetta di diventarne l'amante mantenuta.
Billy RuizBracciante e piccolo ladruncolo.
Frank PizarroBracciante e piccolo ladruncolo. Viene ucciso da Nancy, che al buio lo scambia per Jack Ryan.
Walter MajestykGiudice di pace e proprietario di un resort sul lago, assume Jack Ryan come factotum.
Virginia MurrayVilleggiante nel resort di Majestyk, subisce le pesanti avances di Jack Ryan che ne equivoca il comportamento, credendola in cerca di avventure.
Leon WoodyVecchio amico e complice di Jack Ryan in piccoli furti con scasso. Dopo il loro arresto, anni addietro, si sono persi di vista.

## Opere derivate
Dal romanzo sono stati tratti due film:
- Io sono perversa (The Big Bounce, 1969) per la regia di  Alex March;
- Brivido biondo (The Big Bounce, 2004) per la regia di George Armitage.

## Edizioni
- (EN) Elmore Leonard, The Big Bounce, 1ª ed., Fawcett Gold Medal, 1969, ISBN 9780060084028.
- Elmore Leonard, Il grande salto, traduzione di Luca Conti, Stile Libero Noir, Milano, Einaudi, 2004, ISBN 9788806168902.
- (FR) Elmore Leonard, Cinglés!, traduzione di Elie Robert-Nicoud, Rivages noir, n. 962, Parigi, Rivages, 2014, ISBN 9782743628291.